# Mircea Minescu
Mircea Minescu (n. 17 iunie 1971 în Lehliu, Călărași) este un fost fundaș român de fotbal. A debutat în Liga I pe 6 august 1997 în meciul Chindia Târgoviște - Foresta Suceava 1-0.